# Nettelkofen
Nettelkofen ist ein Gemeindeteil der Stadt Grafing bei München im oberbayerischen Landkreis Ebersberg. 

## Geographie
Nettelkofen liegt etwa einen Kilometer nordwestlich von Grafing und etwa einen halben Kilometer nördlich von Grafing-Bahnhof. 500 Meter westlich der Siedlung verläuft ebenfalls die Bahnstrecke München–Rosenheim. Nettelkofen selbst wird durch die Landkreisstraße EBE8 erschlossen, die eine Verbindung zur Bundesstraße 304 und Grafing Bahnhof herstellt.
Im Norden von Nettelkofen fließt der Seeoner Bach, der wiederum als Wieshamer Bach und später als Attel in den Inn fließt.

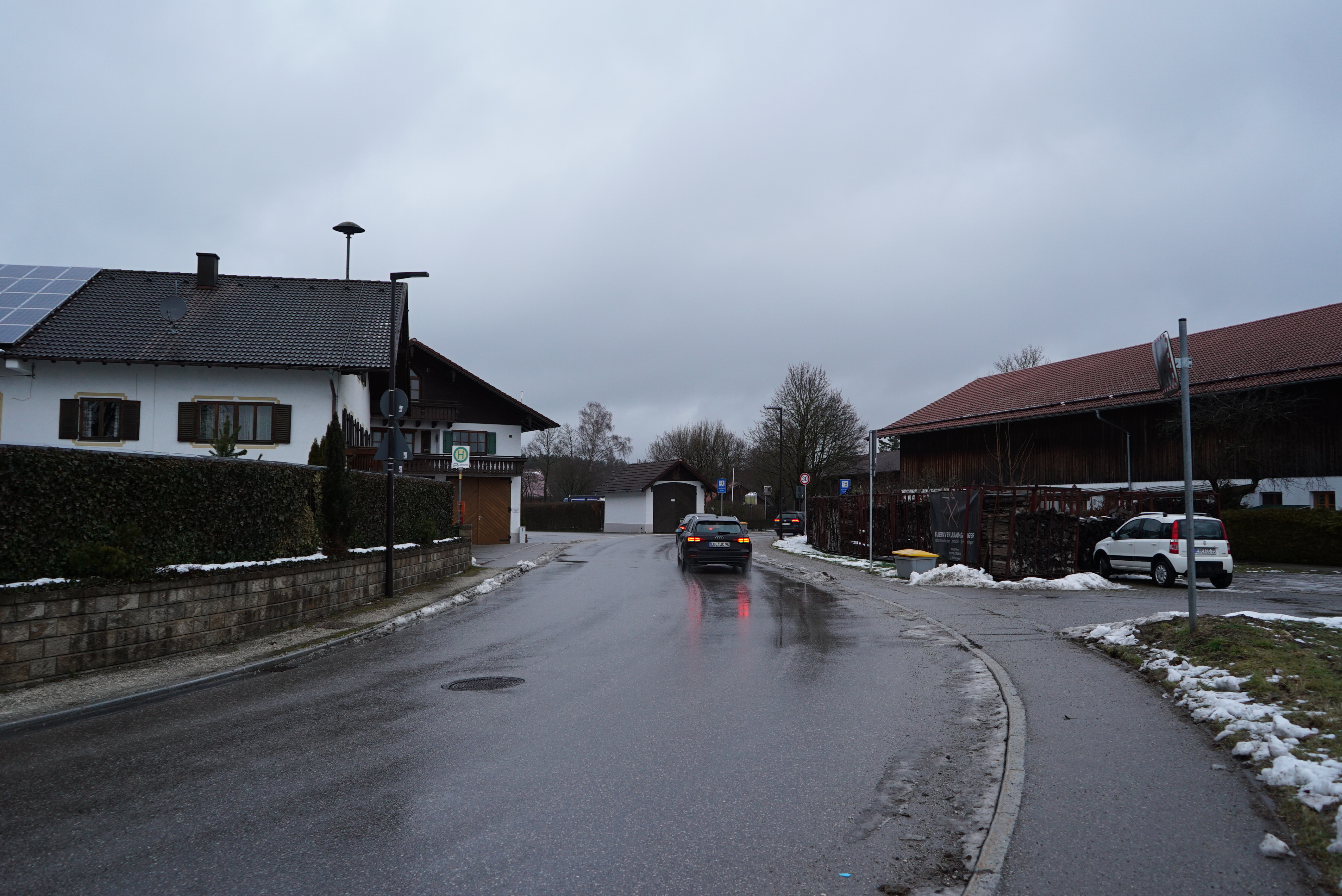
Ortsdurchfahrt
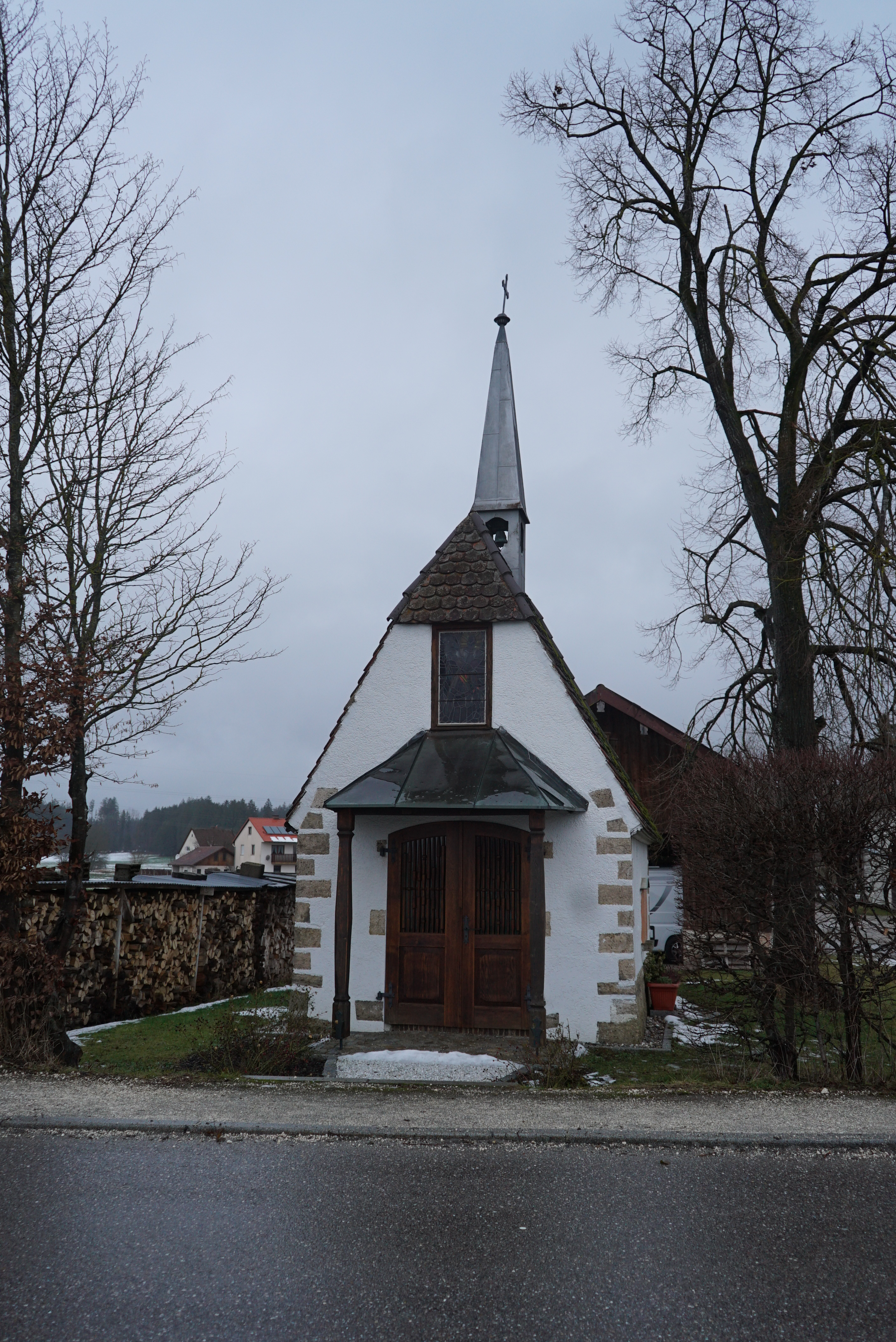
Neue Kapelle
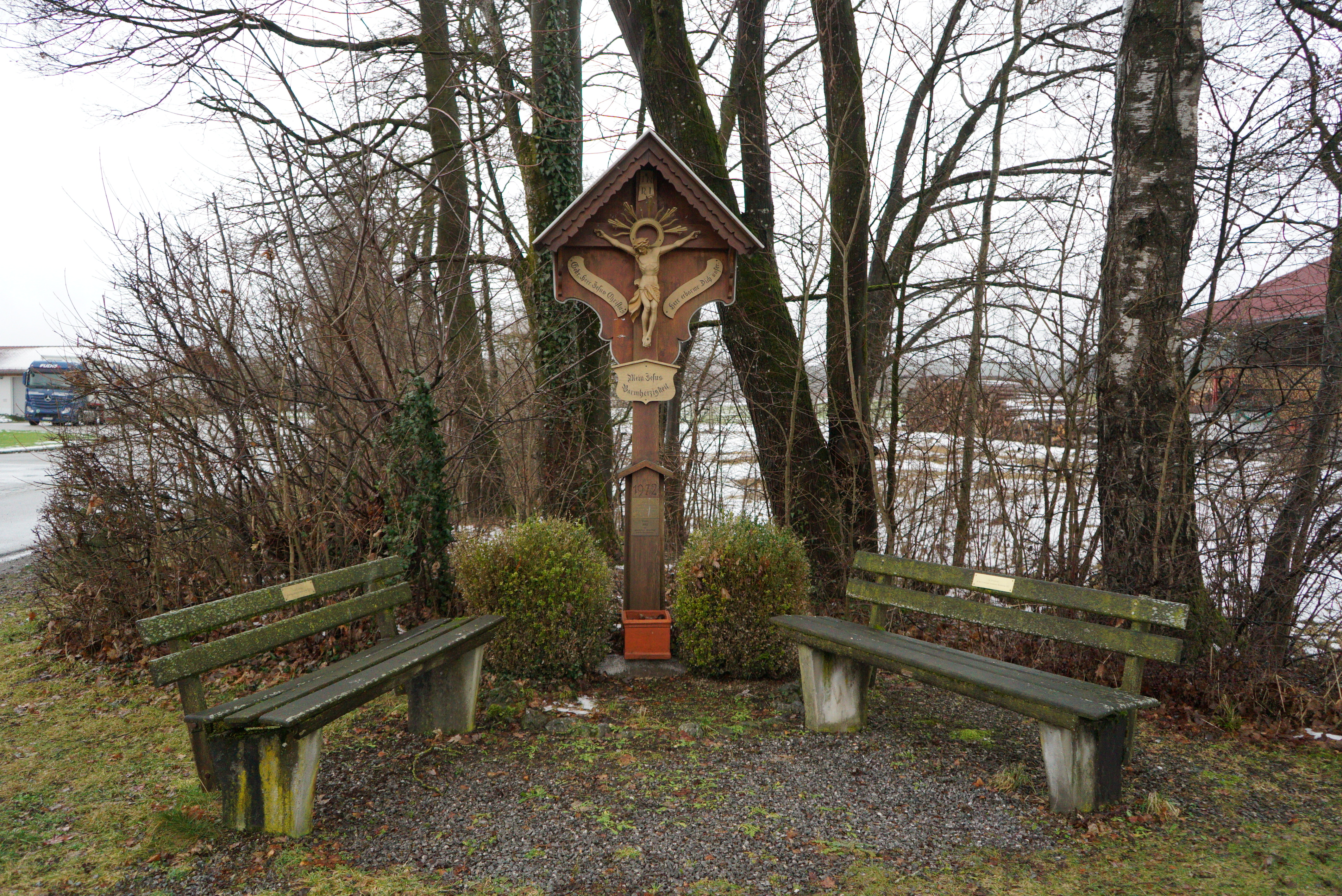
Denkmalensemble, 1970/71
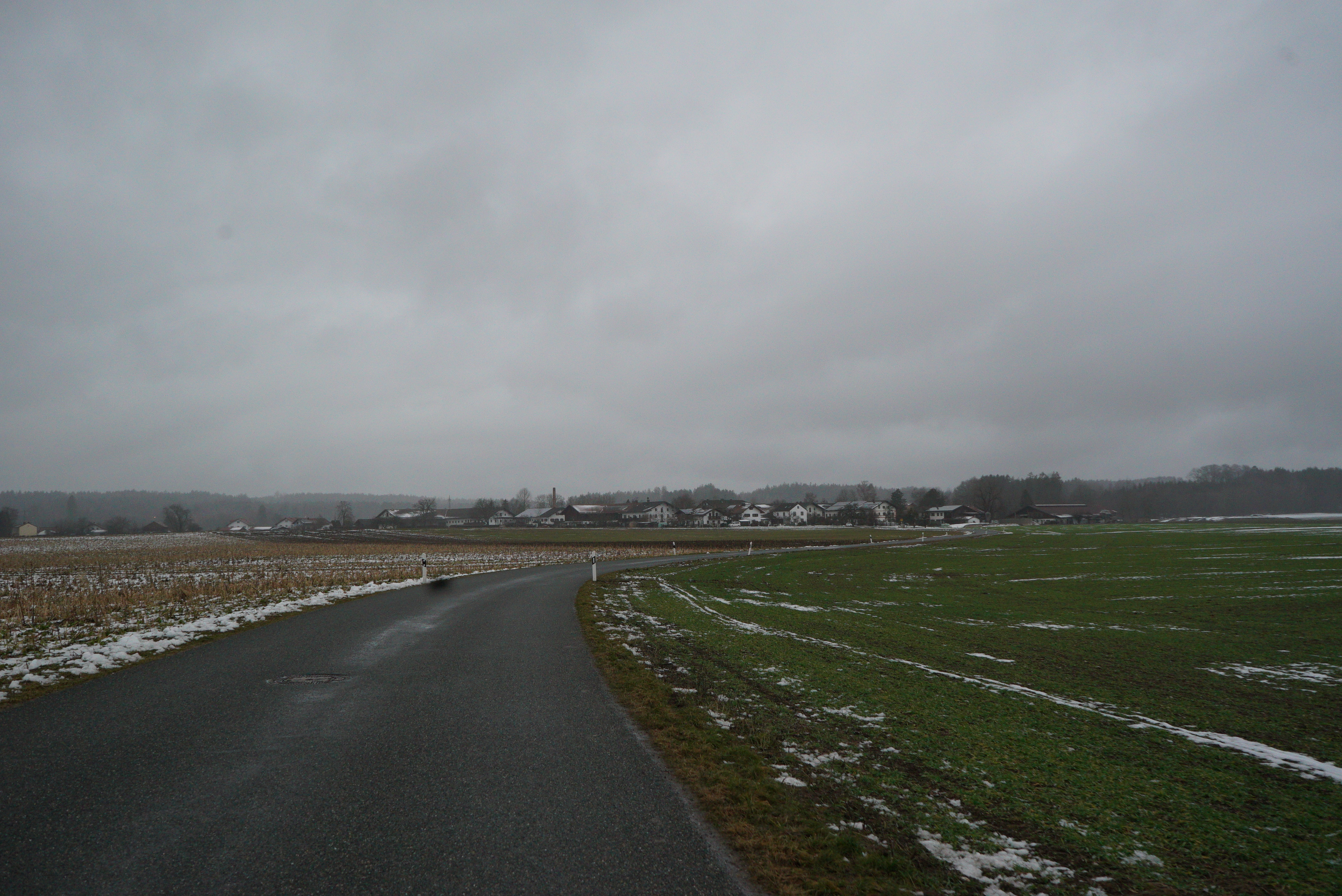
Nettelkofen, von Grafing aus gesehen

## Geschichte
Erstmals urkundlich erwähnt wurde der Ort 1183/84 als „Notelchoven“, als ein Adeliger aus Nettelkofen als Zeuge zu einer Schenkung an das Kloster Ebersberg antrat. Die Bedeutung des Ortsnamens Nettelkofens wird auf Höfe der Leute des Notilo gedeutet.
Die 1948 erbaute Georgskapelle in Nettelkofen wurde 2021 zum Anlass des 125-jährigen Jubiläums der Freiwilligen Feuerwehr Nettelkofen saniert.
Die ehemalige Gemeinde Nettelkofen wurde am 1. Mai 1978 nach Grafing bei München eingemeindet. Am selben Tag kamen kleine Gebietsteile der aufgelösten Gemeinde mit etwa zehn Einwohnern zu Ebersberg.
Überregionales Aufsehen erregte der Vorfall um eine alte Eiche nordöstlich von Nettelkofen. Im Zuge der für 2020 geplanten Sanierung der Kreisstraße EBE 8 und der damit verbundenen Errichtung eines Radwegs entlang der Kreisstraße war seitens des Straßenbauamtes Rosenheim geplant, die Eiche zu fällen, da der neue Straßenverlauf auf dem Grund der Eiche geplant war, als Ausgleichsmaßnahme sollten neue Bäume  in der direkten Umgebung gepflanzt werden. Im Mai 2020 wurden Kreistag und Bund Naturschutz auf die geplante Maßnahme aufmerksam und sprachen sich gegen diese aus. Im Juni protestierten rund 200 Menschen gegen eine Fällung, auch eine Online-Petition wurde gestartet. Letztendlich wurde die neue Kreisstraße mit Verzögerungen in verändertem Streckenverlauf gebaut, die Eiche blieb erhalten.
Ende 2023 gab der Bauausschuss des Stadtrats Grafing die Pläne für eine Windkraftanlage bekannt, dessen Bau auf halber Strecke zwischen Nettelkofen und Hörmannsdorf und damit auf Nettelkofener Flur geplant ist. Der Grafinger Bürgermeister Christian Bauer (CSU) kündigte einen Bürgerentscheid zu diesem Thema an.

## Baudenkmäler
Siehe: Liste der Baudenkmäler in Nettelkofen